# Иги Поп
Джеймс Нюъл Остърбърг – младши, по-известен с прозвището Иги Поп (на английски: James Newell Osterberg, Jr., Iggy Pop), е американски рок певец, песнописец и актьор творящ и до днес. Иги Поп се счита за един от новаторите на пънк рока и подобни стилове музика, което му носи прозвището „Кръстникът на Пънка“.
Роден е на 21 април 1947 г. в щата Мичиган. Бил е вокал на групата „Студжис“ в края на 60-те и началото на 70-те години, а от 1977 г. се развива самостоятелно. През кариерата си работи съвместно и с Дейвид Бауи. Някои групи, които са посочили, че са повлияни от „Студжис“ и Иги Поп са „Секс Пистълс“, „Нирвана“, „Джой Дивижън“, „Депеш Мод“, „Найн Инч Нейлс“ и други.
През 1993 г. Поп изпълнява вокалните партии за саундтрака към филма на Емир Кустурица – Аризонска мечта.

## Дискография

### Студийни албуми
С Дъ Студжис
- The Stooges (1969)
- Fun House (1970)
- Raw Power (1973)
- The Weirdness (2007)
- Ready to Die (2013)

с Джеймс Уилямсън
- Kill City (1977)

### Солови албуми
- The Idiot (1977)
- Lust for Life (1977)
- TV Eye 1977 Live (1978)
- New Values (1979)
- Soldier (1980)
- Party (1981)
- Zombie Birdhouse (1982)
- Blah-Blah-Blah (1986)
- Instinct (1988)
- [[Brick by Brick (1990)
- American Caesar (1993)
- Naughty Little Doggie (1996)
- Avenue B (1999)
- Beat 'Em Up (2001)
- Skull Ring (2003)
- Préliminaires]] (2009)
- Après (2012)
- Post Pop Depression (2016)
- Free (2019)
- Every Loser (2023)